# Hegyvidék
Sectorul al XII-lea din Budapesta sau Hegyvidék se află pe partea dreaptă a Dunării, în Buda.

## Orașe înfrățite
- Watermael-Boitsfort, Belgia
- Odorheiu Secuiesc, România

| Sectoarele Budapestei |
| --- |
| I \| II \| III \| IV \| V \| VI \| VII \| VIII \| IX \| X \| XI \| XII \| XIII \| XIV \| XV \| XVI \| XVII \| XVIII \| XIX \| XX \| XXI \| XXII \| XXIII |